# Arachnodes nitidus
Arachnodes nitidus là một loài bọ cánh cứng trong họ Bọ hung (Scarabaeidae).